# Mokreș, Șumen
Mokreș (în bulgară Мокреш) este un sat în comuna Veliki Preslav, regiunea Șumen,  Bulgaria. 

## Demografie
Componența etnică a satului Mokreș
     Bulgari (1,58%)
     Turci (97,77%)
     Nicio identificare (0,63%)
     Altele (0%)
La recensământul din 2011, populația satului Mokreș era de 315 locuitori. Din punct de vedere etnic, majoritatea locuitorilor (97,77%) erau turci, cu o minoritate de bulgari (1,58%). Pentru 0,63% din locuitori nu este cunoscută apartenența etnică.